# 沙耶のいる透視図
『沙耶のいる透視図』（さやのいるとうしず）は、伊達一行が1983年に発表し、第6回すばる文学賞を受賞した小説。またこれを原作として同年製作され、1986年に公開された日本映画。

## 映画
主演・高樹沙耶、名高達郎、土屋昌巳、脚本・石井隆、監督・和泉聖治。製作・プルミエ・インターナショナル、配給・ヘラルド・エース。
ビニ本業界を舞台に、ビニ本カメラマン橋口裕（名高達郎）、ビニ本編集者神崎（土屋昌巳）、ビニ本モデル沙耶（高樹沙耶）の三角関係を描く。

### キャスト
- 橋口裕：名高達郎
- 北村沙耶：高樹沙耶（新人）[3]
- 神崎繁：土屋昌巳
- 神崎の母親：加賀まりこ
- 島みつる：山田辰夫
- 大野マコ：沢田和美
- 青山美恵：夕崎碧
- 亀石征一郎[3]

### スタッフ
- 監督：和泉聖治
- 製作：増田久雄
- 原作：伊達一行
- 脚本：石井隆
- 撮影：佐々木原保志
- 照明：金沢正夫
- 美術：小川富美夫
- 録音：瀬川徹夫
- 編集：大島ともよ
- 音楽：一柳慧
- 助監督：森谷晁育[3]

### 製作

#### 企画
伊達一行の原作は発表されるや、生々しいセックス描写がセンセーショナルな話題を呼び、メジャー映画会社や独立プロ8社から映画化の申し込みがあり、増田久雄プロデューサーが代表を務める制作会社・プルミエ・インターナショナル製作、日本ヘラルド映画配給で映画化が決定した。1981年の池田敏春監督『天使のはらわた 赤い淫画』を見て石井隆の脚本に惚れ込んだ増田プロデューサーが、石井に脚色を依頼し製作がスタート。『天使のはらわた 赤い淫画』もビニ本業界を舞台にしている。最年長が39歳という若いスタッフが結集した。製作費1億円。

#### 脚本&キャスティング
石井隆脚本（脚色）は、原作者の相談なしに部分的にキャラクターも含めて変更している。高樹沙耶は映画初出演で初主演し、ハードな濡れ場やヌードも披露。高樹は本作製作時はオスカープロモーションに所属し、ティーン雑誌などで活躍する売れっ子モデルだったが、「モデルの仕事は失っても悔いはない」「女優になりたい」という一心から、19歳のとき、本作のオーディションを受け合格した。ビニ本のモデルという役柄から、ヌードやハードな演技が要求され、本作出演でモデルの仕事は無くなった。役名も気に入り本名は古臭いと感じていたため、役名を芸名にした（2008年に本名に改名）。

#### 撮影&ロケ地
冒頭は原宿の夜景。以降、破滅に向かう負性の愛の物語だけに都市の夜のシーンが続く。カフェバーは青山学院大学裏のK・Sバー。ビニ本カメラマン・橋口裕（名高達郎）の住む二階建てのロフト付き住居は、当時もてはやされた東京のウォーターフロント、竹芝桟橋南側の倉庫を改造して作られたもので神経過敏なヒロインを包むにふさわしい空間になり、天井の高い空っぽの室内がヒロインの心の空虚さにも見合う。橋口と沙耶（高樹）が昼間二人きりで会う場所も暗い水族館で、数少ない昼間のシーンが精神病院の患者たちの野外パーティという皮肉。撮影日数18日。

### 興行
高樹やスタッフの奮闘虚しく、映画はお蔵入りし、その後高樹の出演二作目だった『チ・ン・ピ・ラ』が先に公開された。高樹が『オールナイトフジ』の司会に抜擢されるなど、人気が出た三年後にヘラルド・エースの配給で日の目を見た。本作が公開されて、高樹の芸名の由来を世間が知った。また名高達郎も1986年に元ミス日本と婚約し、本作公開直前に突然婚約を解消して大騒ぎとなった時の人であった。
山窩研究で知られた三角寛の経営する東池袋文芸坐の名画館の新生面を開く企画として、1986年10月「埋もれた新作発掘ロードショー」と銘打ち、その第一回作品として文芸地下劇場で製作から3年が経った1986年10月17日に同劇場で公開された。これに続き大阪ミナミの千日会館でも1987年1月31日に関西未公開だった『ブレイクダウン物語』（浅尾政行監督）との二本立てで公開された。

### 作品の評価

#### 評論
川本三郎は「『沙耶のいる透視図』は、日本の"ニコラス・ローグ"と呼びたいような透明なデカダンス感覚溢れる作品だ。アンニュイ、堕ちていく愛、精神錯乱ーここでは愛はほとんど"狂気"に近い。いや"狂気"では言葉が強すぎる。"微熱"といえばいいだろうか。このナーバスな男女の関係性は、原作者・伊達一行のもの以上に脚本の石井隆のものではないだろうか。ヒロイン・高樹沙耶の陰花植物的なけだるさも石井隆の"名美"を思わせる」などと評している。

### 受賞歴
- 第8回ヨコハマ映画祭
  - 撮影賞 佐々木原保志（『南へ走れ、海の道を!』と併せて)
  - 審査員特別賞 本作のスタッフ [16]

## ソフト状況
2002年7月にDVDが発売されている。